# Spoykanaal

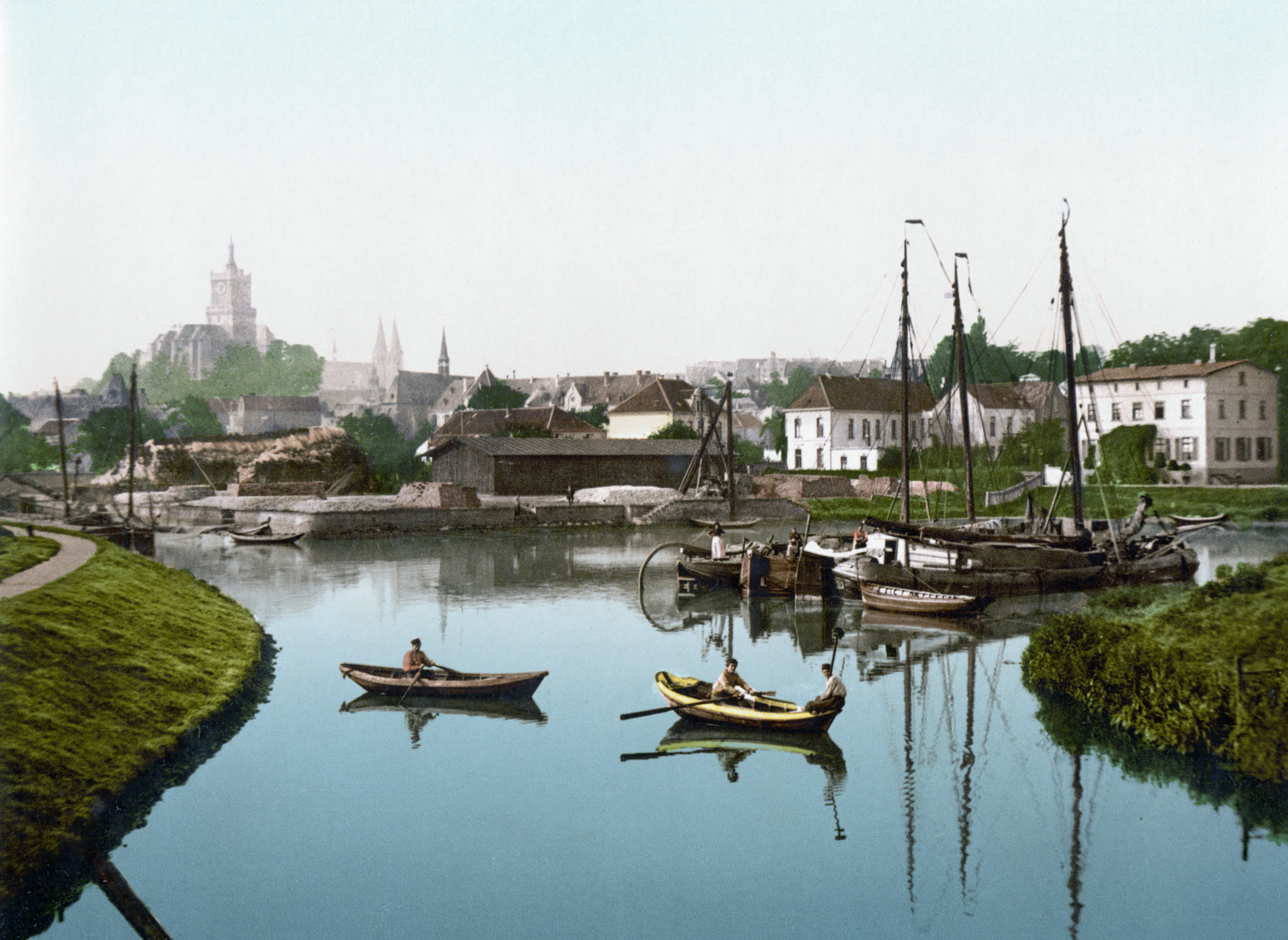
De haven van Kleef en het Spoykanaal rond 1895

Het Spoykanaal (Duits: Spoykanal) is een 4,1 kilometer lang kanaal in de Duitse gemeente Kleef dat de haven van Kleef verbindt met de Oude Rijn bij Brienen die uitkomt in het Bijlandsch Kanaal.
Het water bij Kleef heeft z'n oorsprong in een oude loop van de Rijn die na het Saale-glaciaal ontstaan is. Vanaf Kalkar loopt een wetering richting Kleef die daar uitkomt in het Kermisdahl, nu een natuur- en recreatiegebied, die bij de haven van Kleef overgaat in het Spoykanaal. De Wetering en het Kermisdahl zijn samen 13 kilometer lang.
In de 15e eeuw waren er de eerste plannen om Kleef met een kanaal met de Rijn te verbinden. Het werd pas concreet toen stadhouder Johan Maurits van Nassau-Siegen keurvorst Frederik Willem I van Brandenburg overtuigde van het nut van deze verbinding. In 1657 werd begonnen met de voorbereidingen en in 1658 was het kanaal gereed. Tussen 1844 en 1846 werd het kanaal uitgediept en verbreed. De sluis bij Wardhausen, die uit 1656 stamt, moest ook meerdere keren aangepast worden. De naam Spoy is ook een verwijzing naar sluis of watergang en Wardhausen wordt ook Spoy genoemd.
Het Spoykanaal is het oudste Duitse kanaal dat nog door de scheepvaart gebruikt wordt, al is dat vrijwel uitsluitend pleziervaart. Ook wordt het kanaal, net als het Kermisdahl, gebruikt voor roeisport.

## Galerij

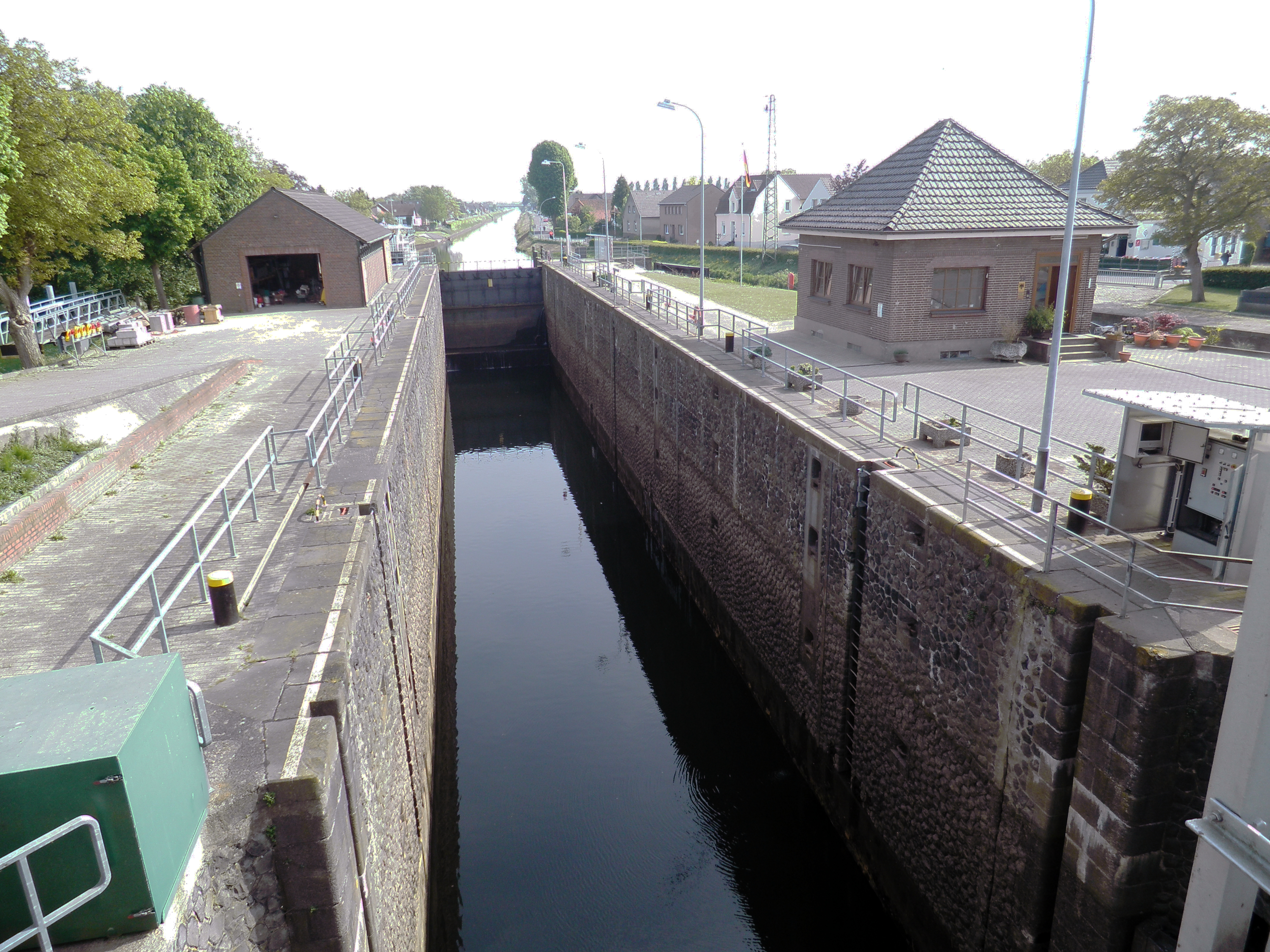
Sluis van het Spoykanaal in Wardhausen.
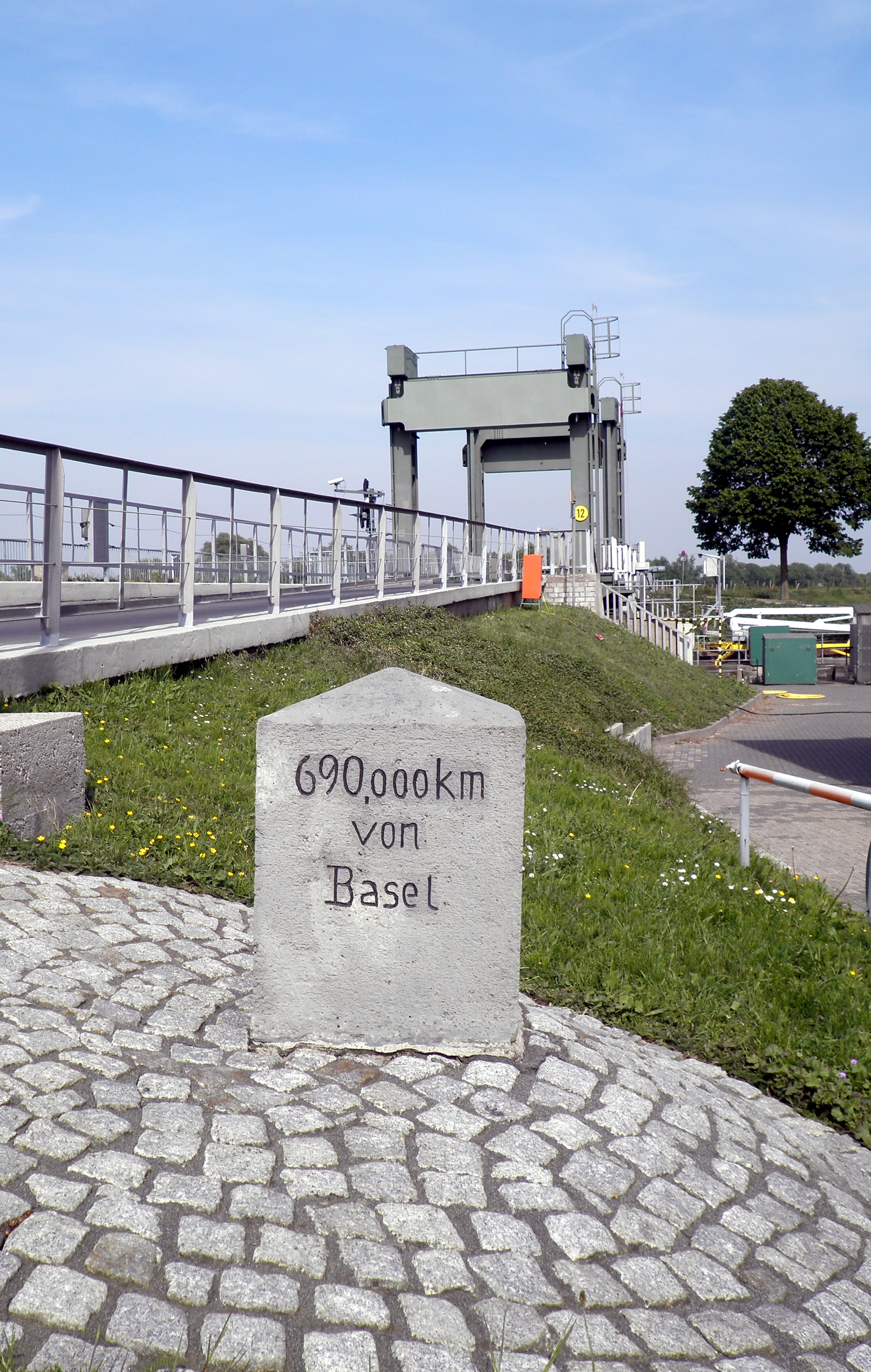
Ophaalbrug en meetpunt in Wardhausen.